# Grylloblatta
Grylloblatta és un gènere d'insectes de l'ordre Grylloblattodea. Té 11 espècies, incloent-hi Grylloblatta chirurgica.